# Neecha Nagar
Neecha Nagar este un film dramatic indian în limba hindi din 1946, regizat de Chetan Anand, scris de Khwaja Ahmad Abbas și Hayatullah Ansari și produs de Rashid Anwar. A fost un efort de pionierat în realismul socialist în cinematografia indiană și a deschis calea pentru multe astfel de filme cinematografice ale altor regizori, multe dintre ele scrise și de Khwaja Ahmad Abbas. A avut-o în rolurile principal pe soția lui Chetan Anand, Uma Anand, pe Rafiq Ahmed, Kamini Kaushal, Murad, Rafi Peer, Hamid Butt și Zohra Sehgal. Neecha Nagar (Orașul umil) a fost o adaptare cinematografică hindi într-un cadru indian a piesei de teatru din 1902 a lui Maxim Gorki Azilul de noapte.
Neecha Nagar a devenit primul film indian care a câștigat recunoaștere la Festivalul Internațional de Film de la Cannes, după ce a împărțit Grand Prix du Festival International du Film (cel mai bun film) la primul Festivalul Internațional de Film de la Cannes din 1946 cu unsprezece dintre cele optsprezece lungmetraje înscrise. Este singurul film indian care a primit vreodată Palme d'Or.

## Distribuția
- Rafiq Anwar în rolul Balraj
- Uma Anand în rolul Maya
- Kamini Kaushal în rolul Rupa
- Murad în rolul Hakim Yaqub Khan Sahab
- Rafi Peer în rolul Sarkar
- S.P. Bhatia în rolul Sagar
- Hamid Butt în rolul Yaqoob Chacha
- Mohan Saigal în rolul Raza
- Zohra Sehgal în rolul Bhabi
- B. M. Vyas în rolul Fratelui lui Balraj